# Egon Christian Leitner
Egon Christian Leitner (* 1961 in Graz) ist ein österreichischer Philosoph und Schriftsteller.

## Leben
Egon Christian Leitner studierte Philosophie und Klassische Philologie  und war in der Kranken- und Altenpflege sowie als Flüchtlingshelfer tätig.
Über den französischen Soziologen Pierre Bourdieu veröffentlichte er 2000 das Werk Bourdieus eingreifende Wissenschaft. Handhab(ung)en sowie 2002 Schutz und Gegenwehr. Menschenleben und Widerstandswissen von Hesiod bis Bourdieu im Verlag Turia + Kant. 2012 erschien im Wieser Verlag mit Des Menschen Herz. Sozialstaatsroman sein über 1200 Seiten umfassendes und aus den drei Bänden Lebend kriegt ihr mich nie, Furchtlose Inventur und Tagebücher 2004–2011 bestehendes bisheriges Hauptwerk.
2014 publizierte Leitner unter dem Titel Zur frohen Zukunft Gespräche, die er über mehrere Jahre mit dem Theologen Adolf Holl geführt hatte und die den ersten Band der Reihe Auswege bilden. 2015 folgten mit dem zweiten Band der Reihe Vom Helfen und vom Wohlergehen oder Wie man die Politik neu und besser erfinden kann Gespräche mit Markus Marterbauer, Friedrich Orter und Werner Vogt.
2013 erhielt er den Literaturförderungspreis und 2016 ein Literaturstipendium der Stadt Graz. Auf Einladung von Klaus Kastberger las er beim Ingeborg-Bachmann-Preis 2020 seinen Text Immer im Krieg, für den er mit dem Kelag-Preis ausgezeichnet wurde. Sein dritter Sozialstaatsroman Ich zähle jetzt bis 3 und dann ist Frieden landete im Juli 2021 auf dem dritten Platz der ORF-Bestenliste.

## Publikationen (Auswahl)
- 2000: Bourdieus eingreifende Wissenschaft. Handhab(ung)en, Turia + Kant, Wien 2000, ISBN 978-3-85132-261-3
- 2002: Schutz und Gegenwehr. Menschenleben und Widerstandswissen von Hesiod bis Bourdieu, Turia + Kant, Wien 2002, ISBN 978-3-85132-342-9
- 2012: Des Menschen Herz. Sozialstaatsroman, Wieser-Verlag, Klagenfurt, 2012, ISBN 978-3-99029-002-6
  - Band 1: Lebend kriegt ihr mich nie
  - Band 2: Furchtlose Inventur
  - Band 3: Tagebücher 2004–2011
- 2014: Komm raus da. Freiheitsroman, Wieser Verlag, Klagenfurt 2014, ISBN 978-3-99029-102-3
- 2014: Zur frohen Zukunft. Werkstattgespräche mit Adolf Holl, Auswege 1, Wieser Verlag, Klagenfurt 2014, ISBN 978-3-99029-123-8
- 2015: Vom Helfen und vom Wohlergehen oder Wie die Politik neu und besser erfunden werden kann. Gespräche mit Markus Marterbauer, Fritz Orter und Werner Vogt, Auswege 2, Wieser Verlag, Klagenfurt 2015, ISBN 978-3-99029-124-5
- 2021: Ich zähle jetzt bis 3, Wieser Verlag, Klagenfurt 2021, ISBN 978-3-99029-368-3

## Auszeichnungen
- 2013: Literaturförderungspreis der Stadt Graz[1]
- 2016: Literaturstipendium der Stadt Graz[1]
- 2020: Kelag-Preis beim Ingeborg-Bachmann-Preis 2020[5]